# 臺北市立啟明學校
臺北市立啟明學校（簡稱北明、臺北啟明學校），位於臺北市士林區忠誠路二段207巷1號天母附近，又與臺北市立大學天母校區、天母國中、臺北美國學校、臺北日僑學校為鄰。該校是一所特殊教育學校，主要招收對象為視障學生及視覺多重障礙學生。

## 歷史

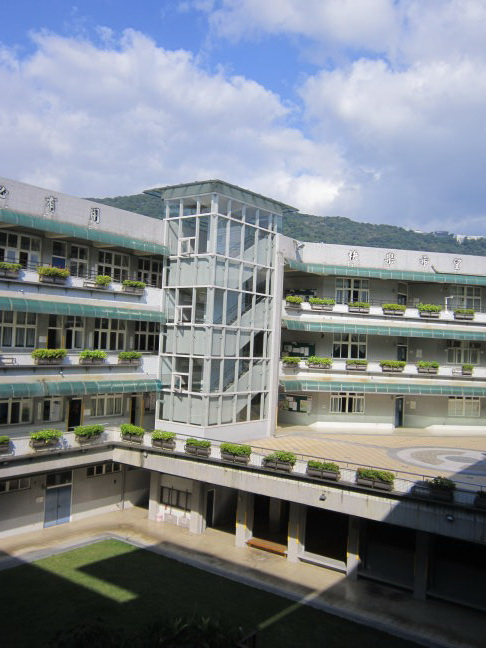
臺北市立啟明學校校園

該校前身為市立盲聾學校，係1917年木村謹吾所創，初名木村盲啞教育所。1928年改制為「臺北州立盲啞學校」，中華民國接管臺灣後定名「臺灣省立臺北盲啞學校」。1962年奉令更改校名為臺灣省立臺北盲聾學校。1967年，臺北市改制為直轄市改名為臺北市立盲聾學校。 
1975年政府為謀特殊教育之全面發展，決定盲聾分校施教，乃擇定臺北市敦化北路粹剛國小舊址，另行成立「臺北市立啟明學校」，原市立盲聾學校的盲生劃歸本校。經多年發展，學生人數逐年增加，校地不敷使用。1982年復作遷校規劃，並擇定臺北市天母忠誠路二段現址為新校基地。1993年8月新校竣工並遷校上課。 

### 沿革
- 1917年 木村啞盲教育所成立。
- 1928年 改制為台北州立盲啞學校。
- 1945年 定名為台灣省立台北盲啞學校。
- 1962年 更改校名為台灣省立台北盲聾學校。
- 1967年 台北市改制為直轄市，更名為台北市立盲聾學校。
- 1975年 盲聾分校，成立台北市立啟明學校於敦化北路。
- 1993年 遷校至天母忠誠路二段現址。

## 歷任校長
- 第一任： 何信助（1975年7月－1979年10月）
- 第二任： 葉正孝（1979年10月－1996年7月）
- 第三任： 郭　義（1996年8月－2001年7月）
- 第四任： 張　自（2001年8月－2004年7月）
- 第五任： 林麗慧（2004年8月－2011年7月）
- 第六任： 胡冠璋（2011年8月－2015年7月）
- 第七任： 蔡明蒼（2015年8月－2021年7月）
- 第八任： 張惠萍（2021年7月－）

## 外部連結
- 臺北市立啟明學校 （页面存档备份，存于）